# И снова лесной разбойник
«И снова лесной разбойник» (нем. Neues vom Räuber Hotzenplotz) — немецкий фильм 1979 года, снятый режиссёром Густавом Эмком по роману Отфрида Пройслера «Разбойник Хотценплотц». Является сиквелом фильма «Лесной разбойник».

## Сюжет
После того как разбойник Хотценплотц был пойман, полицейский Демпфельмозер заключает его в камеру пожарной части. Хотценплотц проявляет смекалку и хитрость и, переодевшись в униформу полицейского Демпфельмозера, совершает побег. Оказавшись на свободе, разбойник решает нанести визит к бабушке Касперля, которая, приняв его за полицейского Демпфельмозера, гостеприимно принимает у себя в доме. Спустя время разбойник Хотценплотц похищает бабушку и требует у Касперля и Сеппеля выкуп за неё…

## В ролях
| Актёр              | Роль                                             |
| ------------------ | ------------------------------------------------ |
| Петер Керн         | разбойник Хотценплотц                            |
| Барбара Валентин   | вдова Шлоттербек                                 |
| Питер Тракслер     | Сеппель (в титрах — Мукенштрунц)                 |
| Вольфганг Катцер   | Касперль (в титрах — Бамшабль)                   |
| Карста Лёкк        | бубушка                                          |
| Вальдемар Вольфарт | полицейский Демпфельмозер (в титрах — Вал Дэвис) |
| Ханс Рихтер        | бургомистр                                       |
| Клаус Мюнстер      | продавец мороженого                              |

## Съёмочная группа
- Режиссёр: Густав Эмк
- Продюсер: Ханс-Дитер Радке
- Сценаристы: Энди Т. Хетцель, Курт Уве-Настфогель
- Оператор: Хубертус Хаген
- Композитор: Пер Рабен